# TVI
TVI(포르투갈어: Televisão Independente 텔레비상 인데펜덴치[*])는 포르투갈의 텔레비전 채널이다.